# Guillaume de Wied
 (août 2011).
Si vous disposez d'ouvrages ou d'articles de référence ou si vous connaissez des sites web de qualité traitant du thème abordé ici, merci de compléter l'article en donnant les références utiles à sa vérifiabilité et en les liant à la section « Notes et références ».
Guillaume de Wied, né le 26 mars 1876 à Neuwied et mort le 18 avril 1945 à Predeal (Roumanie), est un aristocrate allemand membre de la maison de Wied, prince d'Albanie du 21 février au 3 septembre 1914 sous le nom de Vilhelm Vidi.

## Biographie
Né en Allemagne à Neuwied, il est le troisième fils de Wilhelm zu Wied (frère de la reine de Roumanie Élisabeth de Wied) et de son épouse Marie d'Orange-Nassau, princesse des Pays-Bas. Il fait une carrière militaire dans l’armée allemande et épouse le 30 novembre 1906, la princesse Sophie von Schönburg-Waldenburg (1885–1936).

## Prince d'Albanie

### Désignation
En 1913, les grandes puissances européennes (Autriche-Hongrie, Royaume-Uni, France, Allemagne, Russie et Italie) offrent à Guillaume la couronne de la principauté d'Albanie, proclamée indépendante depuis la fin de l'année 1912. Une délégation de notables albanais confirme ce choix en février 1914 et en mars, Guillaume débarque dans la capitale provisoire de Durrës, où il commence à organiser son gouvernement. Il est reconnu « prince souverain » par les puissances ; cependant, en Albanie, Guillaume prend le titre de « mbret », c’est-à-dire de roi.

### Gouvernement
Il organise un premier gouvernement de notables dominé par la grande noblesse et instrumentalisé par la suite par son ministre de la Défense, Essad Pacha Toptani. Ce cabinet, présidé par le prince Turhan Pacha Përmeti, comptait en son sein le prince Vrioni à l'Agriculture, le prince Adamidi Bey Frachery aux Finances et Turtulli Bey Korça à l'Éducation.

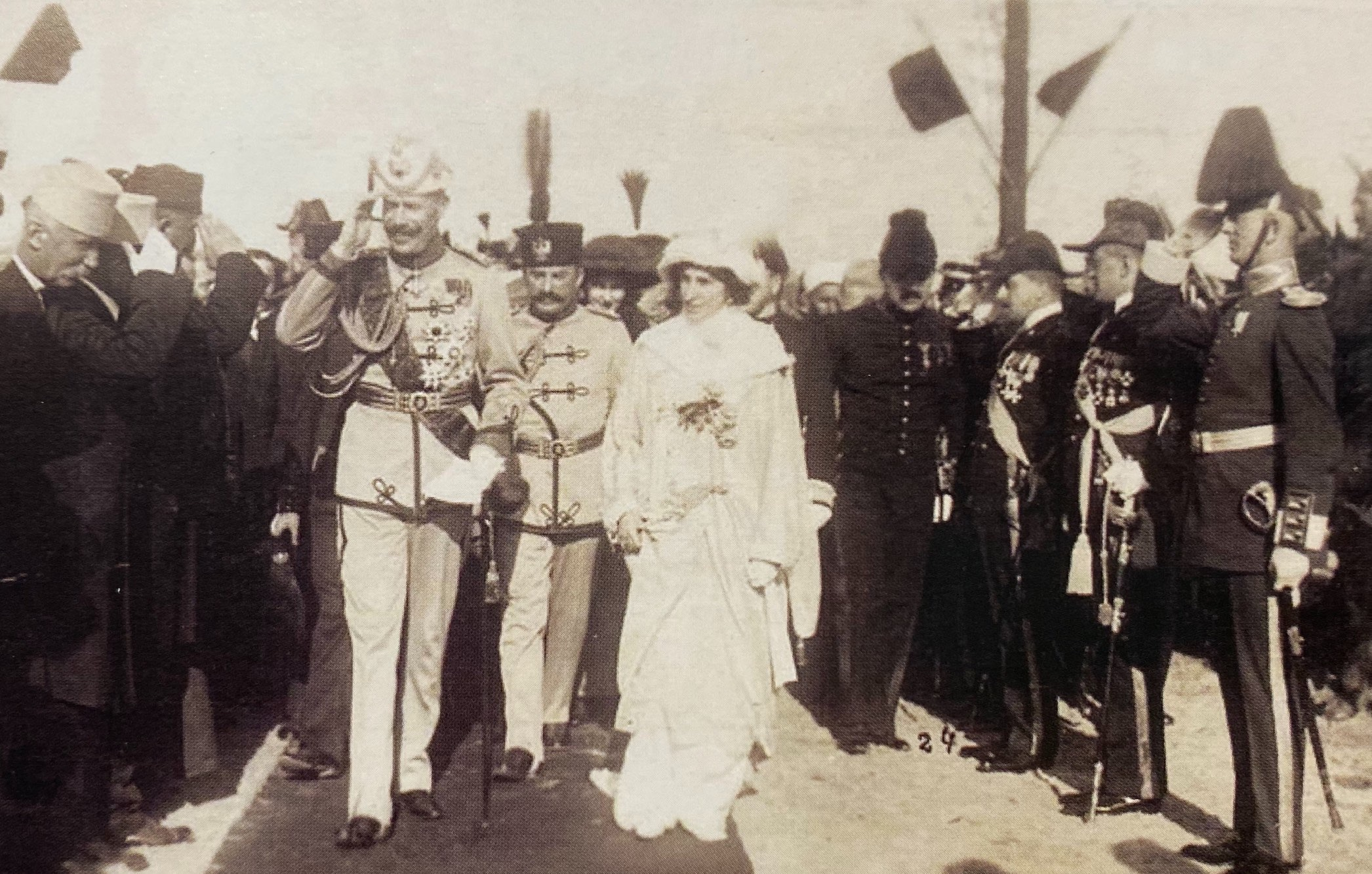
Le roi Vilhelm Vidi et la reine Sofia

Du fait de ses origines étrangères et chrétiennes, Guillaume ne parvient pas à affirmer son pouvoir dans ce pays à majorité musulmane (il existait de fortes minorités orthodoxe et catholique). Cette situation dérive rapidement en une guerre civile qui est menée par son ancien ministre de la Guerre, exilé pour trahison, Essad Pacha.

### Déposition
Après quelques mois de règne, Guillaume quitte finalement le pays en septembre 1914 et passe la Première Guerre mondiale en Allemagne. Après la guerre, il tente de regagner son trône, mais du fait de ses origines allemandes, les dirigeants de la Conférence de paix de Paris refusent de le restaurer.
Bien qu'après la guerre plusieurs chefs de factions au pouvoir en Albanie se sont déclarés régents en son nom, le pays devient une république en 1925 avec, pour président, Ahmed Zogu une fois l’autorité centrale définitivement restaurée.

## Fin de vie
Guillaume de Wied décède le 18 avril 1945 à Predeal, près de Sinaia, en Roumanie.

## Descendance
Le prince Guillaume et la princesse Sophie d'Albanie ont deux enfants, portant le prédicat honorifique d'altesse :
1. la princesse Marie Eléonore de Wied (1909-1956). Elle épouse en 1937, en premières noces, le prince Alfred de Schönburg-Waldenburg (1905-1941) et en 1949, en secondes noces, Ion Octavian Bunea (1899-1977) ; ces deux unions sont sans postérité. La princesse Marie Eléonore meurt dans un camp d'internement communiste en Roumanie.
2. le prince Carol Victor de Wied, prince héritier d'Albanie (1913–1973). Il épouse en 1966 Eileen Johnston (1922-1985, fille de George Johnston, un architecte paysagiste britannique, et d'Alice Percival), qui était mariée en premières noces (en 1943) au capitaine suisse André de Coppet (1892-1953). Le mariage du prince Carol Victor et de la princesse Eileen est sans postérité et la branche des Wied d'Albanie s'éteint avec eux.